# Josep Miquel García Messeguer
Josep Miquel García Messeguer (Saragossa, Aragó, 1952) és un jugador d'hoquei sobre herba aragonès, ja retirat, guanyador d'una medalla olímpica.
Va néixer el 28 de setembre de 1952 a la ciutat de Saragossa.
Membre del Reial Club de Polo de Barcelona va participar, als 27 anys, en els Jocs Olímpics d'Estiu de 1980 realitzats a Moscou (Unió Soviètica), on va aconseguir guanyar la medalla de plata amb la selecció espanyola d'hoquei sobre herba. En els Jocs Olímpics d'Estiu de 1984 realitzats a Los Angeles (Estats Units) aconseguí guanyar un diploma olímpic en finalitzar vuitè en la competició olímpica.